# キルペリク1世
キルペリク1世（Chilperic I, 539年 – 584年）は、メロヴィング朝フランク王クロタール1世の末子。ソワソンの王（ネウストリア王）（在位：561年 - 584年）。

## 生涯
クロタールと王妃アレグンドの間に生まれる。561年、コンピエーニュ近郊キュイーズでクロタールが没し、ソワソンで葬儀が終わるとすぐにキルペリクは宮廷のあったブレーヌに向けて出発し、父の蓄えた財宝を没収しブレーヌの近隣に住む従士の首領たちに分け与えた。王国の戦士たちはキルペリクを王（Koning）の称号で呼び、キルペリクはパリを占領したが、他の兄弟3人と妥協して「くじ引き」で王国を分割・統治することにした。キルペリクは父の領地であったソワソンを領有する。
567年、年長の兄カリベルトが死ぬと、パリの3分の1とリモージュ、カオール、ボルドー、ベアルン、ビゴールの都市とピレネー地方を相続した。同じ年に西ゴート王アタナギルドの娘ガルスヴィントと結婚。ところがその翌年にガルスヴィントはキルペリクの指図を受けた腹心によって寝室で絞殺される。ガルスヴィントの妹ブルンヒルドと結婚していたキルペリクの兄シギベルト1世（アウストラシア王）はフランク人の習慣どおり「血の復讐」を求めたが、もう一人の兄グントラム（ブルグント王）が仲裁に入った。そこで大民会が開かれ、サリカ法によりリモージュ、カオール、ボルドー、ベアルン、ビゴールをアウストラシア王妃、つまりブルンヒルドの所有とすることとされる。この決定に不服であったキルペリクは、573年になってアウストラシア領であるトゥールとポワティエに息子クローヴィスの軍隊を侵攻させた。2年にわたるフランク王国の内戦はキルペリクの刺客によってシギベルトが暗殺されるまで続いた。なおもアウストラシアをねらいつづけていたキルペリクであったが、584年9月のある夕方に狩猟から帰ったところを刺客に殺された。下手人は侍従のエベルルフと宣言され、その所領は没収された。